# Extensorretinakel

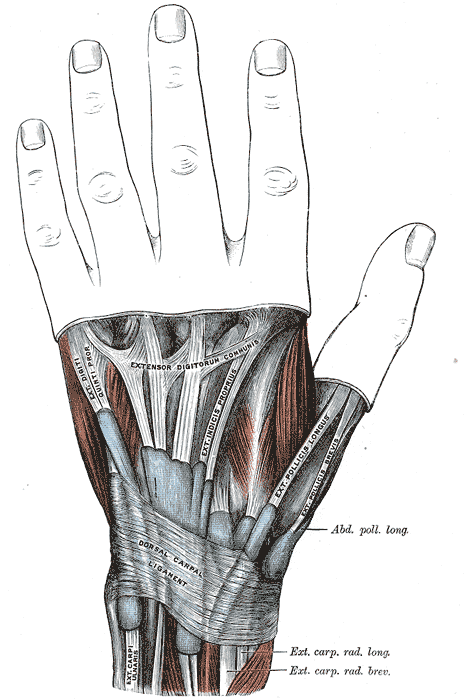
Handryggen med senskidor och extensorretinaklet synliga vid handleden.
Illustration: Gray's Anatomy, 1918. (PD)

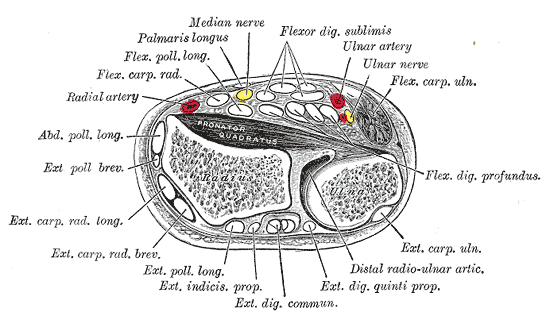
Snitt genom underarmen proximalt om handleden. Extensorernas positioner syns nedtill i bild.
Illustration: Gray's Anatomy, 1918. (PD)

Extensorretinakel (Latin: retinaculum extensorum, ligamentum carpi dorsale) är ett retinakel, det vill säga ett ledband eller ligament, som dorsalt (på ryggsidan) och proximalt (innanför) på handleden (art. radiocarpea) sträcker sig diagonalt från strålbenets (radius) distala (yttre) ände till armbågsbenets (ulna) huvud (caput ulna).
Extensorretinaklets uppgift är att hålla senorna från handens extensormuskler tryckta mot handleden.
Retinaklet utgör en fortsättning på underarmens (antebrachium) fascia (fascia antebrachii) och fortsätter över handryggen (dorsum manus) som fascia dorsalis manus.
Under extensorretinaklet passerar extensorsenornas senfack varigenom senorna passerar ut i mellanhanden (metacarpus). Varje senfack är omgivet av en senskida som bildas genom att septa från retinaklet fäster på underarmens ben. Genom varje senfack, numrerade från tummen (pollex), passerar senor från följande muskler:
1. Lateralt om processus styloideus: M. abductor pollicis longus och m. extensor pollicis brevis.
2. Bakom processus styloideus: M. extensor carpi radialis longus och m. extensor carpi brevis
3. Ungefär i mitten av strålbenets ryggsida: M. extensor pollicis longus.
4. Medialt om den förra: M. extensor digitorum och m. extensor indicis.
5. Tvärs över mellanrummet mellan underarmsbenen: M. extensor digiti minimi.
6. Mellan armbågsbenets huvud och distala utskott: M. extensor carpi ulnaris.